# Aytaç
Aytaç ist ein türkischer männlicher und weiblicher Vorname türkischer und arabischer Herkunft mit der Bedeutung „Die Mondkrone“. Aytaç tritt auch als Familienname auf.

## Namensträger

### Vorname
- Aytaç Ak (* 1985), türkischer Fußballspieler
- Aytaç Deniz (* 1989), türkischer Fußballspieler
- Aytaç Eryılmaz (* 1952), türkisch-deutscher Autor
- Aytaç Kara (* 1993), türkischer Fußballspieler
- Aytaç Öden (* 1991), türkischer Fußballspieler
- Aytaç Sulu (* 1985), türkisch-deutscher Fußballspieler
- Aytaç Yalman (1940–2020), türkischer General

### Familienname
- Ercüment Aytaç (* 1965), österreichischer Schriftsteller türkischer Herkunft
- Hamid Aytaç (1891–1982), türkischer Kalligraf
- Kadri Aytaç (1931–2003), türkischer Fußballspieler und -trainer
- Kimya Gökçe Aytaç (* 1990), türkische Schauspielerin
- Sakıb Aytaç (* 1991), türkischer Fußballspieler